# جبل الدحي

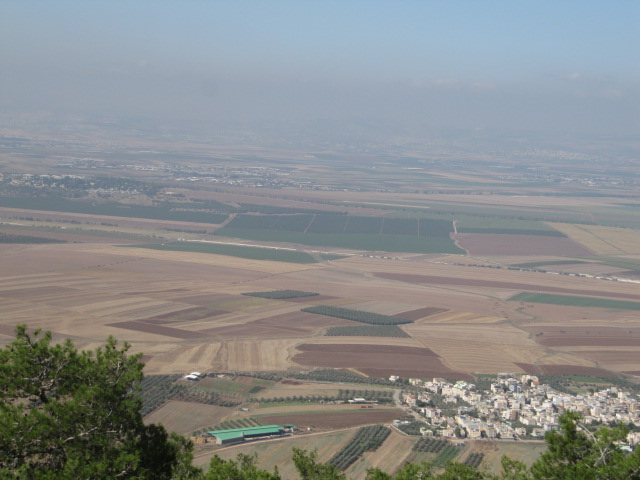
تبين الصورة جبل الدحي في فلسطين

جبل الدّحي أحد جبال فلسطين التاريخية ويقع جنوب الناصرة، وعلى مسافة ثلاثة كيلومترات شرقي العفولة. دعي بذلك نسبة إلى قرية الدّحي وبها قبر الصحابي دحيّة الكليْيني ويبلغ ارتفاع جبل الدّحي 550 متراً ويعرف أيضاً باسم «حرمون الصغير» وجمع اراضي الجبل ما بين (6000-8000)دونم، وذكره الكنعانيون باسم «جبل مِصْعَر».
تشكل كتلة جبل الدِّحي خط تقسيم مياه بين نهر جالود في الجنوب ووادي طابور في الشمال.
1. ↑   http://web.archive.org/web/20240629154516/https://scholar.najah.edu/sites/default/files/all-thesis/endowments_district_of_nazareth_during_the_british_mandate_1922-1948_documentary_study.pdf. مؤرشف من الأصل (PDF) في 2024-06-29. {{استشهاد ويب}}: الوسيط |title= غير موجود أو فارغ (مساعدة)
2. ↑  جالود (نهر) | الموسوعة الفلسطينية نسخة محفوظة 23 يناير 2021 على موقع واي باك مشين.
3. ↑  ملف pdf " المناطق الجبلية في فلسطين " موقع الجامعة الإسلامية بغزة الالكتروني نسخة محفوظة 22 فبراير 2014 على موقع واي باك مشين.